# شريحة مجهرية

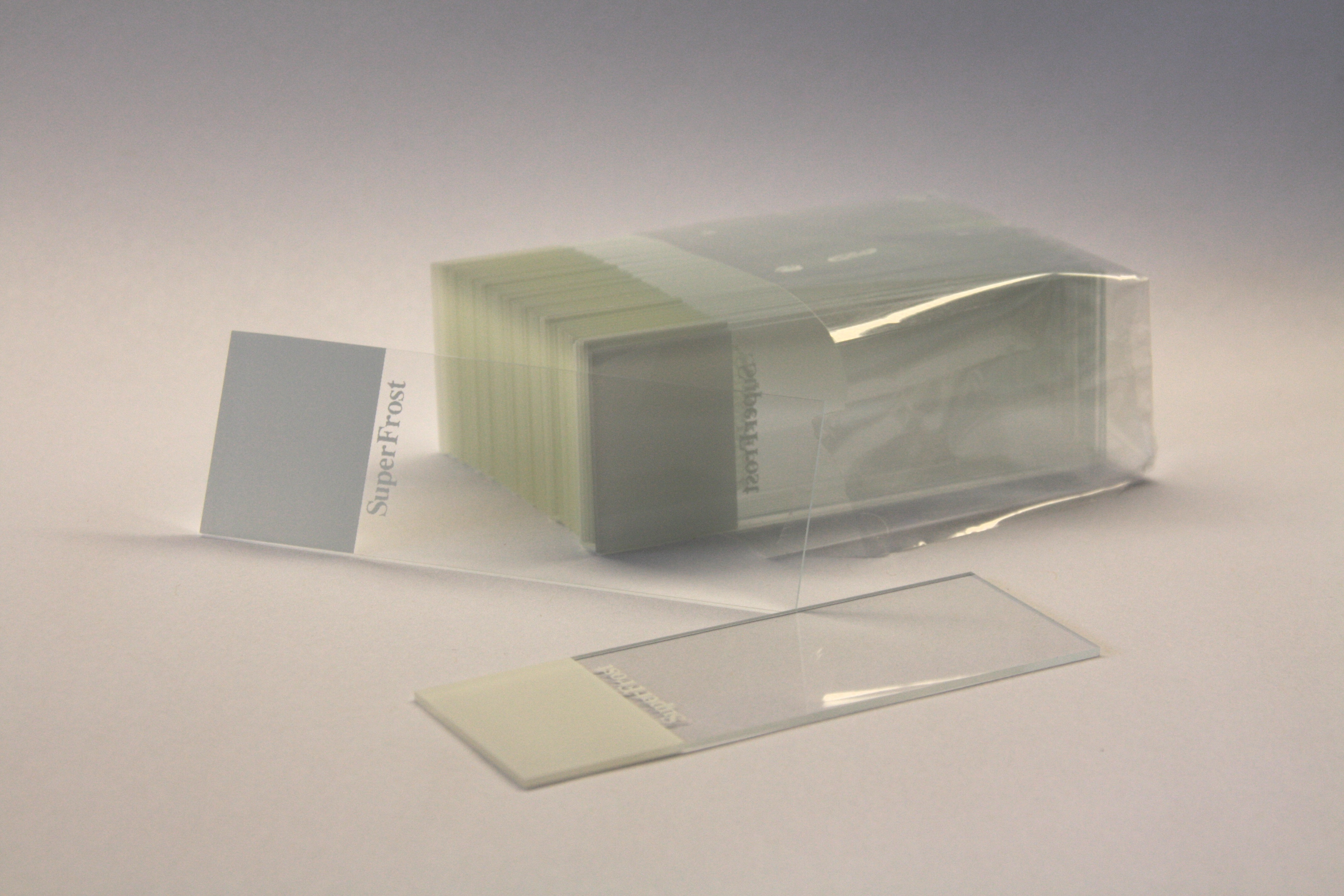
شريحة مجهرية تحتوي على منطقة بيضاء في الجانب من أجل الكتابة عليها.

الشريحة المجهرية (بالإنجليزية: Microscope slide)‏ هي قطعة رقيقة من الزجاج المسطح يتراوح طولها و عرضها بـ 75 و 25 ملم (3 في 1 بوصة ) وسمكها 1 ملم.
عادة ما تصنع الشريحة المجهرية من الزجاج مثل الزجاج العادي أو زجاج البورسليكات وقد تطورت صناعتها إلى الشرائح المجهرية البلاستيكية. وفي حالات أخرى تستخدم شرائح الكوارتز المنصهرة عندما تكون شفافية الأشعة الفوق بنفسجية مهمة مثل المجهر الفلوري حيث يعمل هذا المجهر على تجميع وتركيز الأشعة على العينة لحث الأجزاء المضيئة فيها لانبعاث الضوء من العينة.